# Ягідне (Куп'янський район)
Я́гідне — село (до 2009 — селище) в Україні, у Петропавлівській сільській громаді Куп'янського району Харківської області. Населення становить 476 осіб. До 2020 орган місцевого самоврядування — Ягідненська сільська рада.

## Географія
Село Ягідне розташоване за 3 км від річки Кобилка. Примикає до села Затишне. За 2 км розташовані села Іванівка та Кислівка.

## Історія
Засноване в останній третині ХУІІІ століття. Назву дістало від місця, на якому виникло. Це місце всуціль було заросле дикою суницею. Тож над назвою нового поселення думали не довго.
До 1973 року село входило до складу Іванівської сільської ради. В тому році село Іванівку передали до складу Петропавлівської сільради, а землі тодішнього Іванівського колгоспу — імені 40-річчя Жовтня — до Петропавлівського колгоспу «Шлях Леніна». Сільраду з Іванівки передислокували в Ягідне, підпорядкувавши їй, крім Іванівки, інші села, які входили до Іванівської сільради.
12 червня 2020 року, відповідно до Розпорядження Кабінету Міністрів України  № 725-р «Про визначення адміністративних центрів та затвердження територій територіальних громад Харківської області», увійшло до складу Петропавлівської сільської громади.
19 липня 2020 року, в результаті адміністративно - територіальної реформи та ліквідації колишнього Куп'янського району, село увійшло до складу Куп'янського району Харківської області.

## Економіка
- Молочно-товарна ферма.

## Культура

### Ягідненська сільська бібліотека
У кінці 18 століття виникло село Іванівка. Організував в цій місцевості гончарну справу купець Іванов, так і виникла назва села. В панському домі Богошевського в 1928 році була відкрита хата-читальня, а 1930 році бібліотека знаходилась в клубі. Минали роки, збагачувався фонд різною літературою, змінювалися завідуючи бібліотекою.
У різні роки в бібліотеці працювали: Налигач Герасим Антонович, Шолохова Клавдія Кирилівна, Ревуцька Марія Іванівна, Лихвар Марія Миколаївна, Пащенко Ольга Андріївна, Тімко Тамара Матвіївна, Рєпко Ганна Іванівна. З кожним роком на селі людей ставало менше і бібліотеку перенесли до села Ягідне в приміщення клубу.
У 2006 році закладам культури дали нове приміщення в сільській раді, де вони і знаходились до 2012 року. Світле і просторе приміщення бібліотека отримала у 2012 році (колишній дитячий садочок), де і відсвяткувала своє новосілля. У 2013 році бібліотеці було подаровано комп'ютер. До бібліотеки потяглися як діти, так і дорослі, молодь та студенти. З 2005 року бібліотеку очолює Руда Олена Олександрівна.

## Пам'ятки
Тутешньою примітністю є державний Кислівський заповідник, де масово збереглися і взяті під державну охорону реліктові рослини — півонія вузьколиста (воронці).